# Dale Weise
Dale Kenton Weise, född 5 augusti 1988, är en kanadensisk professionell ishockeyspelare som tillhör NHL-organisationen Montreal Canadiens och spelar för deras farmarlag Rocket de Laval i AHL.
Han har tidigare spelat på NHL-nivå för Philadelphia Flyers, Chicago Blackhawks, Montreal Canadiens, Vancouver Canucks och New York Rangers och på lägre nivåer för Lehigh Valley Phantoms, Connecticut Whale och Hartford Wolf Pack i AHL samt Tilburg Trappers i Eredivise och Swift Current Broncos i WHL.

## Spelarkarriär

### NHL

#### New York Rangers
Weise draftades i fjärde rundan i 2008 års draft av New York Rangers som 111:e spelare totalt.

#### Vancouver Canucks
Han blev plockad på waivers av Canucks den 4 oktober 2011.

#### Montreal Canadiens (I)
Han tradades till Montreal Canadiens den 3 februari 2014 i utbyte mot Raphael Diaz.

#### Chicago Blackhawks
Den 27 februari 2016 blev han tillsammans med Tomas Fleischmann tradad till Chicago Blackhawks i utbyte mot Phillip Danault och ett draftval i andra rundan 2018 (Alexander Romanov).

#### Philadelphia Flyers
Han skrev som free agent på ett fyraårskontrakt värt 9,4 miljoner dollar med Philadelphia Flyers den 1 juli 2016.

#### Montreal Canadiens (II)
Den 9 februari 2019 tradades han tillsammans med Christian Folin tillbaka till sin gamla klubb Montreal Canadiens, i utbyte mot David Schlemnko och Byron Froese.

## Statistik
| 2005–2006  | Swift Current Broncos  | WHL        | 53  | 4  | 14 | 18  | 57  | 4  | 0 | 0 | 0  | 2  |
| 2006–2007  | Swift Current Broncos  | WHL        | 67  | 18 | 25 | 43  | 94  | 6  | 0 | 1 | 1  | 8  |
| 2007–2008  | Swift Current Broncos  | WHL        | 53  | 29 | 22 | 51  | 84  | 12 | 7 | 6 | 13 | 20 |
| 2008–2009  | Hartford Wolf Pack     | AHL        | 74  | 11 | 12 | 23  | 64  | 6  | 3 | 1 | 4  | 2  |
| 2009–2010  | Hartford Wolf Pack     | AHL        | 73  | 28 | 22 | 50  | 114 | —  | — | — | —  | —  |
| 2010–2011  | New York Rangers       | NHL        | 10  | 0  | 0  | 0   | 19  | —  | — | — | —  | —  |
|            | Connecticut Whale      | AHL        | 47  | 18 | 20 | 38  | 73  | 5  | 2 | 1 | 3  | 8  |
| 2011–2012  | Vancouver Canucks      | NHL        | 68  | 4  | 4  | 8   | 81  | 2  | 0 | 0 | 0  | 0  |
| 2012–2013  | Vancouver Canucks      | NHL        | 40  | 3  | 3  | 6   | 43  | 4  | 0 | 0 | 0  | 4  |
|            | Tilburg Trappers       | ERE        | 19  | 22 | 26 | 48  | 79  | —  | — | — | —  | —  |
| 2013–2014  | Vancouver Canucks      | NHL        | 44  | 3  | 9  | 12  | 42  | —  | — | — | —  | —  |
|            | Montreal Canadiens     | NHL        | 17  | 3  | 1  | 4   | 17  | 16 | 3 | 4 | 7  | 4  |
| 2014–2015  | Montreal Canadiens     | NHL        | 79  | 10 | 19 | 29  | 34  | 12 | 2 | 1 | 3  | 16 |
| 2015–2016  | Montreal Canadiens     | NHL        | 56  | 14 | 12 | 26  | 22  | —  | — | — | —  | —  |
|            | Chicago Blackhawks     | NHL        | 15  | 0  | 1  | 1   | 2   | 4  | 1 | 0 | 1  | 0  |
| 2016–2017  | Philadelphia Flyers    | NHL        | 64  | 8  | 7  | 15  | 39  | —  | — | — | —  | —  |
| 2017–2018  | Philadelphia Flyers    | NHL        | 46  | 4  | 4  | 8   | 21  | 2  | 0 | 0 | 0  | 0  |
| 2018–2019  | Philadelphia Flyers    | NHL        | 42  | 5  | 6  | 11  | 15  | —  | — | — | —  | —  |
|            | Lehigh Valley Phantoms | AHL        | 3   | 1  | 1  | 2   | 2   | —  | — | — | —  | —  |
|            | Rocket de Laval        | AHL        | —   | —  | —  | —   | —   | —  | — | — | —  | —  |
| NHL totalt | NHL totalt             | NHL totalt | 481 | 54 | 66 | 120 | 335 | 40 | 6 | 5 | 11 | 24 |
| AHL totalt | AHL totalt             | AHL totalt | 197 | 58 | 55 | 113 | 253 | 11 | 5 | 2 | 7  | 10 |
| WHL totalt | WHL totalt             | WHL totalt | 173 | 51 | 61 | 112 | 235 | 22 | 7 | 7 | 14 | 30 |